# 박권능의 꿈꾸는 가스펠
박권능의 꿈꾸는 가스펠은 대한민국의 방송국 광주CBS의 라디오 채널 광주CBS 음악FM에서 매일 새벽 2시부터 4시까지 방송되는 찬양 음악전문 라디오 프로그램이다. 2023년 12월 31일 자로 2년만에 폐지되었다.

## 진행자
- 박권능 전도사

## 같이 보기
- 광주CBS

| 광주CBS 음악FM            |                        |                           |
| 이전                      | 박권능의 꿈꾸는 가스펠 | 다음                      |
| 황규팔의 은혜로 채우는 밤 | 박권능의 꿈꾸는 가스펠 | 이명희의 내가 매일 기쁘게 |
| 밤 자정 ~ 새벽 2시        | 새벽 2시 ~ 새벽 4시    | 새벽 4시 ~ 오전 6시       |
|                           |                        |                           |